# Karel Houba
Karel Houba (26. února 1920 Praha – 26. prosince 1999 tamtéž) byl český spisovatel-prozaik, překladatel z němčiny a nakladatelský redaktor v nakladatelství Melantrich, manžel překladatelky Věry Houbové.

## Život
Po maturitě na gymnáziu studoval rok účetnictví, tato studia přerušilo jeho totální nasazení v letech 1942–1943. Z totálního nasazení utekl a v Praze naoko pracoval u stavební firmy, fakticky však studoval výtvarné umění. Po skončení války studoval rok na Právnické fakultě UK odkud přešel na Filozofickou fakultu UK, kde vystudoval filozofii a anglický jazyk. Studia ukončil doktorátem filozofie v roce 1950. Od té doby až do roku 1989 pracoval jakožto redaktor v Nakladatelství Melantrich, v roce 1968 se zde stal šéfredaktorem.
Podle Necenzurovaných novin č. 45/1995, část 4 byl evidován jako agent StB pod krycím jménem RYZEC.

## Dílo

### Próza
- 1958 Odklad – psychologický román
- 1959 Po noci jitro – povídka o totálním nasazení v Německu a útěku domů
- 1961 Skrze skutky jejich – Román obsahuje příběh čtyř vězňů zachráněných před popravou
- 1964 Přesýpací hodiny – povídka
- 1970 Dobrou noc, anděli – první část triptychu
- 1972 Zvláštní místo k žití – druhá část triptychu
- 1973 Milenci naděje – třetí část triptychu
- 1973 Až uslyšíš zvony – dvě novely
- 1974 Snídaně v trávě – pět novel
- 1975 Odpoledne s Klaudií – povídkový soubor
- 1976 Postel s nebesy – román
- 1978 Protokol – román
- 1981 Bílý kůň – román
- 1983 Závrať – román
- 1984 Záznam jednoho všedního dne
- 1985 Esej o štěstí
- 1987 Pozvání na aperitiv
- 1989 Stavy blaženosti
- 1995 Lámání chleba

### Překlady z němčiny
- Addams, Peter: Komisař Peří zasahuje (Die enthauptete Mona Lisa; R, Praha, Práce 1967)
- Addams, Peter: Vypůjčená tvář (Das geborgte Gesicht; R, Praha, Práce 1966, + Věra Houbová)
- Beseler, Horst: V zahradě královnině (Garten der Königin; R, Praha, Naše vojsko 1959)
- Fels, Ludwig: Láska je nesmysl (Ein Unding der Liebe; R, Praha, Mladá fronta 1990)
- Hofé, Günter: Červený sníh (Roter Schnee; R, Praha, Naše vojsko 1983, + Věra Houbová)
- Hofé, Günter: Merci, kamaráde (Merci, Kamerad; R, Praha, Naše vojsko 1984)
- Hofé, Günter: Pozor, fantom! (Rivalen am Steuer; R, Praha, Olympia 1970, + Věra Houbová)
- Jäger, Henry: Jasnovidcem proti své vůli (Hellseher wider Willen; R, Praha, Mladá fronta 1985, + Věra Houbová)
- Jäger, Henry: Klub (Der Club; R, Praha, Melantrich1973)
- Kant, Hermann: Pobyt (Aufentahl; R, Praha, Svoboda 1981, + Věra Houbová)
- Ledig, Gert: Odplata (Vergeltung; R, Praha, Svobodné slovo-Melantrich 1958)
- Mager, Hasso: Vražda v hotelu Exzellent (Mord im Hotel; R, Praha, Svoboda 1986)
- Mann, Heinrich: Honba za láskou (Die Jagd nach der Liebe; R, Praha, Práce, 1986)
- May, Karl Friedrich: Old Surehand (Old Surehand; R, Praha, Olympia 1984/1985)
- May, Karl Friedrich: Petrolejový princ (Der Ölprinz; R, Praha, Olympia 1982, + Věra Houbová)
- Ott, Wolfgang: Žraloci a malé ryby (Haine und kleine Fische; R, Praha, Naše vojsko 1993, + Věra Houbová)
- Reimann (Reimannová), Brigitte: Franciska (Franziska Linkerhand; R, Praha, Lidové nakladatelství 1978)
- Remarque, Erich Maria: Jiskra života (Der Funke Leben; R, Praha, Melantrich 1978)
- Remarque, Erich Maria: Miluj bližního svého (Liebe deine Nächsten; R, Praha, Svobodné slovo-Melantrich 1959)
- Remarque, Erich Maria: Nebe nezná vyvolených (Der Himmle kennt keine Günstlige; R, Praha, Naše vojsko 1969, + Věra Houbová)
- Remarque, Erich Maria: Stíny v ráji (Schatten im Paradies; R, Praha, Naše vojsko 1975; Praha, Svoboda-Libertas 1992, + Věra Houbová)
- Remarque, Erich Maria: Tři kamarádi (Drei Kameraden; R, Praha, SNKLU 1962; Praha, Hynek 1999, + Věra Houbová)
- Richter, Hans Werner: Stopy v písku (Spuren im Sand; R, Praha, SNKLU 1965, + Věra Houbová)
- Richter, Hans Werner: Linus Fleck aneb Ztráta důstojnosti (Linus Fleck oder Der Verlust der Würde; R, Praha, Svobodné slovo 1966)
- Rinecker, Wolfgang: Kainovo znamení (Bin ich Kain?; R, Praha, Práce 1971, + Věra Houbová)
- Roth, Joseph: Hotel Savoy (Hotel Savoy; R, Praha, Český spisovatel 1995)
- Sigmund (Sigmundová), Anna Maria: Ženy nacistů (Die Frauen der Nazis; biografie, Praha, Brána, - Euromedia Group-Knižní klub 2000, + Karel Houba)
- Simmel, Johannes Mario: Divím se, že jsem tak veselý (Mich wundert, dass ich so fröhlich bin; R, Praha, Melantrich 1994, + Věra Houbová)
- Simmel, Johannes Mario: Všichni lidé bratry jsou (Alle Menschen werden Brüder; R, Praha, Melantrich 1990, + Věra Houbová; Praha, Knižní klub 1994, + Věra Houbová)
- Steinberg, Werner: Mezi rakví a Araratem. Utopický román (Zwischen Sarg und Ararat; R, Praha, Mladá fronta 1984)
- Steinberg, Werner: Na konci světa (Hinter dem Weltende; R, Praha, Svobodné slovo 1963)
- Steinberg, Werner: Příchod gladiátorů (Einzug der Gladiatoren; R, Praha, Knihovna vojáka 1962)
- Steinberg, Werner: Voda z vyschlých studní (Wasser aus trockenen Brunnen; R, Praha, Svobodné slovo 1965)
- Steinberg, Werner: Zlaté ruce aneb Umění odejít (Pferdewechsel; R, Praha, Práce 1978)
- Wander, Fred: Korsika dosud neobjevená (Korsika – noch nicht entdeckt; reportáž, Praha, Orbis 1960)
- Wiesinger, Karl: Případ Vlk (Der Volf; R, Praha, Naše vojsko 1985)
- Zimmering, Max: Fosfor a šeříkv (Phosphor und Flieder; R, Praha, Svobodné slovo-Melantrich 1957)
- Zweig, Stefan: Jaro v Prátru (Die Hochzeit von Lyon a Praterfrühling; VP, Praha, Brána 1997, + Věra Houbová)
- Zweig, Stefan: Tři mistři. Balzac, Dickens, Dostojevskij (Drei Meister. Balzac, Dickens, Dostojevskij; LF, Praha, Melantrich 1997, + Věra Houbová)

### Filmografie
- Čekárna (námět filmu, 1998, režie Radka Poncová)
- Postel s nebesy (televizní seriál podle románu, 1980, režie Alois Müller)